# 간재선생유적
간재선생유적은 전북특별자치도 익산시 삼기면 기산리에 있다. 2014년 4월 15일 익산시의 향토유적 제14호로 지정되었다.

## 개요
전우선생(1841～1922)은 조선 말기 대표적인 성리학자로서 1905년 늑약지변에 청참오적을 상소하고, 포고문을 발표하였으나 무일사문 의 무위로 끝남에 승부이부해의 마음으로 왕릉도에 들어감. 이후 후학을 육성하고 항일정신을 고취시키며 민족정기를 드높이는 일에 힘썼으며 82세를 일기로 생을 마친 후 익산의 선영에 묻혔다. 그 묘역과 제각(현산재)이다.